# Игнатьева, Валентина Васильевна
Валенти́на Васи́льевна Игна́тьева (род. 15 января 1949, Калинин, РСФСР, СССР) — советская и российская актриса театра и кино, певица, режиссёр, театральный педагог. Лауреат VI Всесоюзного конкурса артистов эстрады (Ленинград, 1979), VII Международного фестиваля молодёжной песни «Красная гвоздика» (Сочи, 1979), IV Международного фестиваля актёрской песни имени Андрея Миронова (Москва, 1995). Доцент кафедры режиссуры театрализованных представлений театрально-режиссёрского факультета Московского государственного института культуры (с 2002), педагог по режиссуре и актёрскому мастерству Института современного искусства (кафедра режиссуры шоу-программ; с 2007). Мать актрисы Инги Илюшиной.
Была третьей (после Натальи Хорохориной и Натальи Гундаревой) женой российского актёра и предпринимателя Виктора Корешкова. От этого брака — сын Иван Корешков, также актёр, выпускник Высшего театрального училища имени М. С. Щепкина (2009), впоследствии священник Русской православной церкви.

## Биография
Окончила Всероссийскую творческую мастерскую эстрадного искусства (ВТМЭИ) под руководством Л. С. Маслюкова по специальности «артистка вокального и разговорного жанров» (1970), Государственный институт театрального искусства имени А. В. Луначарского (ГИТИС) по специальности «режиссёр театрализованных представлений и празднеств» (1989). В 1970—1972 годах была солисткой в Государственном эстрадном оркестре РСФСР под руководством Леонида Утёсова. В 1970-е годы выступала с ансамблями «Солнечная корона», «Лада», «Трижды три», «Весёлые ребята», работала солисткой Москонцерта. С 1972 по 1976 год работала в театре-студии под руководством Геннадия Юденича, с 1993 по 2000 год — в театре «Модернъ» под руководством Светланы Враговой, с 2002 по 2005 год — в театре «У Никитских ворот» под руководством Марка Розовского. Играла в спектаклях московского антрепризного театра «Комеdy Кауз».
Дебютировала в кино в эпизодической роли в фильме Алексея Очкина «Гонки без финиша» (1977). Сыграла одну из главных ролей (Лиз Бредвери) в советско-швейцарской военной драме «Бархатный сезон» (1978). Снялась в фильмах и телесериалах «Мнимый больной» (1980), «Голова классика» (2005), «Черкизона. Одноразовые люди» (2010) и др. Исполнила вокальные партии в фильмах и мультфильмах «Дни хирурга Мишкина» (1976), «Маленькие трагедии» (1979), «Очень синяя борода» (1979), «Фронт в тылу врага» (1981), «Сказка о Звёздном мальчике» (1983), музыкальных сказках «Маша и Витя против „Диких гитар“» (1976; по мотивам фильма «Новогодние приключения Маши и Вити»), «Питер Пэн и Венди» (1984, по мотивам произведений Джеймса Мэтью Барри), «Калебаса» (1985, по мотивам одноимённой африканской сказки).
Живёт в Москве.

## Фильмография

Александр Назаров (Полишинель) и Валентина Игнатьева (Коломбина) в телевизионном фильме Леонида Нечаева «Мнимый больной» (1980)

| Год       |    | Название                    | Роль                                     |
| --------- | -- | --------------------------- | ---------------------------------------- |
| 1977      | ф  | Гонки без финиша            | жена Афанасьева                          |
| 1978      | ф  | Бархатный сезон             | Лиз Бредвери (озвучена Галиной Польских) |
| 1980      | тф | Мнимый больной              | Коломбина (молодая актриса)              |
| 1981      | тф | Встреча с песней            | Валентина Игнатьева                      |
| 1982      | ф  | Людмила                     | Валентина Игнатьева                      |
| 1983      | тф | Сирано де Бержерак          | Босоножка                                |
| 1989      | ф  | Грань                       | Тамара Михайловна Глушакова              |
| 1991      | ф  | Женская тюряга              | Шиньонша                                 |
| 1999      | тф | Катерина Ивановна           | Татьяна Андреевна                        |
| 2005      | ф  | Голова классика             | Авдотья Поликарповна                     |
| 2008—2009 | с  | Рыжая                       | соседка                                  |
| 2010      | с  | Черкизона. Одноразовые люди | мать Лильки                              |

### Вокал
- 1976 — Дни хирурга Мишкина (т/ф) — песня Инны
- 1979 — Маленькие трагедии (т/ф) — песня Мери
- 1979 — Очень синяя борода (м/ф) — песня первой жены Марианны
- 1980 — Крупный разговор — песня «Любовь — какая она?» (в дуэте с Леонидом Серебренниковым)
- 1980 — Ключ (т/ф) — песня «Ты, всё время ты» (нет в титрах)
- 1980 — Мелодия на два голоса — закадровая вокальная партия (нет в титрах)
- 1981 — Дядюшкин сон (т/ф) — песня Зины
- 1981 — Фронт в тылу врага — песня Гелены
- 1982 — Где-то плачет иволга… — песня Анн
- 1982 — Людмила — закадровая вокальная партия
- 1983 — Сказка о Звёздном мальчике (т/ф) — закадровая вокальная партия (нет в титрах)
- 1985 — Дети солнца (т/ф) — песня Елены
- 1992 — Самоотверженный заяц (м/ф) — песня Волчицы

## Роли в театре
1972—1976 — Московский драматический театр-студия под руководством Геннадия Юденича
- Вестсайдская история (Л. Бернстайн; С. Сондхайм) — Анита, Мадам Лючия, Проститутка
- Город на заре (А. Н. Арбузов) — Лёля Корнева, Нюрка
- Оптимистическая трагедия (В. В. Вишневский) — Комиссар, Ведущая

1993—2000 — Московский драматический театр «Модернъ» под руководством Светланы Враговой
- Весёлые расплюевские дни (А. В. Сухово-Кобылин) — Мавруша
- Катерина Ивановна (Л. Н. Андреев) — Татьяна Андреевна

2002—2005 — Московский драматический театр «У Никитских ворот» под руководством Марка Розовского
- Дневник, или На всякого мудреца довольно простоты (А. Н. Островский) — Глумова
- Чёрное молоко (В. В. Сигарев) — Кассирша

2000-е — Московский антрепризный театр «Комеdy Кауз»
- 12 стульев (по мотивам романа И. А. Ильфа и Е. П. Петрова «Двенадцать стульев») — мадам Грицацуева
- Чёрная кошка (по мотивам телефильма «Место встречи изменить нельзя») — женщина Горбатого
- Королевские игры (по мотивам пьесы Р. Б. Шеридана «Дуэнья») — монахиня
- Одесский дворик — мама Роза